# Bébé fait du spiritisme
Bébé fait du spiritisme és una pel·lícula muda francesa escrita i dirigida per Louis Feuillade i estrenada el 8 de novembre de 1912.
Aquesta pel·lícula forma part de la sèrie Bébé.'

## Repartiment
Els oncles de Bébé vénen a una sessió nocturna d'espiritisme (molt popular en aquell moment) i ell queda fora. Aleshores decideix venjar-se lligant cordes als gerros i fent-los trencar, creant una gran por entre els familiars.
- René Dary : Bébé (com Clément Mary)
- Renée Carl : Madame Labèbe, la mama
- Paul Manson : el pare